# Анна Кісіль
Анна Кісіль (19 листопада 1960, Яремче — 16 листопада 2020, Торонто) — українська громадська діячка. Була другим віце-президентом Світового конґресу українців (СКУ) та головою Світової федерації українських жіночих організацій (СФУЖО).

## Життєпис
Анна Кісіль народилася 19 листопада 1960 року у місті Яремче, що на Івано-Франківщині. Навчалася у Львівському будівельному технікумі та Львівському політехнічному інституті, де отримала спеціальність інженера-викладача будівельних дисциплін.
Здобувши вищу освіту, працювала в системі Львівжитлобуд. У 1990 року разом з родиною емігрувала до Канади. Відразу по приїзді розпочали власний бізнес в Ошаві, це були компанія «Meest Oshawa» і туристична фірма «Meest travel». Через 5 років переїхали до Торонто, де заснувала, об'єднавши кілька компаній в одну, корпорацію «Meest Corporation Inc.». У 1998 році заснувала «Росан-Пак» — велике підприємство з виробництва пластикової упаковки для харчової промисловості України та Європи, яке у 2007 році було переведене в новозбудоване приміщення з новим обладнанням.

## Громадська діяльність
Анна Кісіль була відомою меценаткою. Вона фінансово підтримувала проекти в Україні та в діаспорі, які стосувалися спорудження храмів, відбудови історичних споруд, організації мистецьких виставок та видання книг для українських шкіл у діаспорі.
З початку 2000-х років Анна Кісіль була активною діячкою української діаспори — президентом громадської організації «Четверта хвиля» та членом Ради директорів Конґресу Українців Канади (відділення в Торонто) й Ради директорів Світового Конґресу Українців. У 2008 році була обрана до Ради директорів Світового конґресу українців де очолювала Раду культури при СКУ.

## Автор поезії
- Збірка поезій «Висока осінь»

## Нагороди та відзнаки
- Орден «За заслуги» ІІІ ст. (2009)[8]
- Хрест Івана Мазепи відзнака Президента України (2019)[9][10][11]
- Відзнака Президента України — ювілейна медаль «25 років незалежності України» (22 серпня 2016) — за значні особисті заслуги у становленні незалежної України, утвердженні її суверенітету та зміцненні міжнародного авторитету, вагомий внесок у державне будівництво, соціально-економічний, культурно-освітній розвиток, активну громадсько-політичну діяльність, сумлінне та бездоганне служіння Українському народу[12]